# Tatiana Kononenko
Tatiana Kononenko, ros. Татьяна Кононенко (ur. 5 grudnia 1978 w Kramatorsku) – ukraińska szachistka, arcymistrzyni od 1998, posiadaczka męskiego tytułu mistrza międzynarodowego od 2006 roku.

## Kariera szachowa
W latach 1995–1997 pięciokrotnie reprezentowała Ukrainę na mistrzostwach Europy juniorek, dwukrotnie zdobywając srebrne medale: Żagań 1995 (do 18 lat) oraz Tapolca 1996 (do 20 lat). W 1998 r. zdobyła w Kijowie tytuł wicemistrzyni Ukrainy juniorek do 20 lat, natomiast w 1999 r. zajęła III m. (za Niną Sirotkiną i Rachił Eidelson) w kołowym turnieju w Petersburgu oraz wystąpiła w reprezentacji kraju na rozegranych w Batumi drużynowych mistrzostwach Europy, na których ukraińskie szachistki zajęły IV miejsce. W 2001 r. zdobyła w Kramatorsku tytuł indywidualnej wicemistrzyni Ukrainy oraz zakwalifikowała się do rozegranego w Moskwie pucharowego turnieju o mistrzostwo świata, w I rundzie przegrywając ze Swietłaną Pietrenko. W 2002 r. zdobyła w Antalyi srebrny medal mistrzostw Europy w szachach szybkich oraz podzieliła I m. (wspólnie z Jewgieniją Czasownikową i Jekatieriną Ubijennych) w Sierpuchowie, w 2003 r. zajęła II m. (za Iriną Sudakową), a w 2004 r. podzieliła I m. (wspólnie z Jeleną Dembo) w memoriałach Jelizawiety Bykowej rozegranych we Włodzimierzu, natomiast w 2005 r. zwyciężyła w Benasque oraz podzieliła II m. (za Davorem Komljenoviciem, wspólnie z m.in. José Luisem Fernándezem Garcíą) w otwartym turnieju w Dos Hermanas. W 2006 r. po raz drugi w karierze wystąpiła w turnieju o mistrzostwo świata, w I rundzie przegrywając z Iwetą Rajlich. W 2007 r. podzieliła I m. (wspólnie z m.in. Władimirem Petkowem) w Almerii oraz podzieliła III m. (za Władimirem Jepiszynem i Olegiem Korniejewem, wspólnie z Hichamem Hamdouchim) w Grenadzie.
Najwyższy ranking w dotychczasowej karierze osiągnęła 1 lipca 2005 r., z wynikiem 2442 punktów zajmowała wówczas 25. miejsce na światowej liście FIDE, jednocześnie zajmując 3. miejsce (za Kateryną Łahno i Natalią Żukową) wśród ukraińskich szachistek.